# Naltrexone
Naltrexone, được bán dưới tên thương hiệu ReVia và Vivitrol với các thương hiệu khác, là một loại thuốc chủ yếu được sử dụng để quản lý sự phụ thuộc vào rượu hoặc opioid. Một người phụ thuộc opioid không nên nhận naltrexone trước khi cai nghiện. Thuốc này được uống qua miệng hoặc tiêm cơ bắp. Hiệu ứng bắt đầu trong vòng 30 phút. Tuy nhiên, việc giảm ham muốn đối với opioid có thể mất vài tuần.
Tác dụng phụ của thuốc này có thể bao gồm khó ngủ, lo lắng, buồn nôn và đau đầu. Ở những người vẫn còn dùng opioid, có thể có hội chứng cai nghiện opioid. Sử dụng không được khuyến cáo ở những người bị suy gan. Không rõ sử dụng chất này có an toàn trong thai kỳ hay không. Naltrexone là một chất đối kháng opioid và hoạt động bằng cách ngăn chặn tác dụng của opioid, cả từ bên trong và bên ngoài cơ thể.
Naltrexone được sản xuất lần đầu tiên vào năm 1965 và được chấp thuận cho sử dụng y tế tại Hoa Kỳ vào năm 1984. Tính đến năm 2017, chi phí bán buôn máy tính bảng là khoảng 0,74 USD mỗi ngày tại Mỹ. Các mũi tiêm phóng thích kéo dài có giá khoảng $ 1,267 mỗi tháng ($ 41,20 mỗi ngày). Naltrexone, như bupropion/naltrexone, cũng được sử dụng để điều trị béo phì.

## Sử dụng trong y tế

### Nghiện rượu
Naltrexone đã được nghiên cứu tốt nhất như là một thuốc điều trị chứng nghiện rượu. Naltrexone đã được chứng minh là làm giảm số lượng và tần suất uống. Nó không làm thay đổi tỷ lệ người uống rượu. Lợi ích tổng thể của nó đã được mô tả là "khiêm tốn".
Acamprosate có thể hoạt động tốt hơn naltrexone nhằm loại bỏ việc uống rượu, trong khi naltrexone có thể làm giảm ham muốn rượu ở mức độ lớn hơn.
Phương pháp Sinclair là phương pháp sử dụng chất đối kháng opioid như naltrexone để điều trị chứng nghiện rượu. Người bệnh dùng thuốc khoảng một giờ (và chỉ sau đó) trước khi uống để tránh tác dụng phụ phát sinh từ việc sử dụng mãn tính. Chất đối kháng opioid ngăn chặn tác dụng củng cố tích cực của rượu và cho phép người bệnh dừng hoặc giảm uống rượu.

### Sử dụng opioid
Naltrexone tiêm với tác dụng dài làm giảm việc sử dụng heroin nhiều hơn là giả dược. Nó có lợi ích hơn methadone và buprenorphin ở chỗ nó không phải là thuốc có hạn chế. Nó có thể làm giảm cảm giác thèm thuốc opioid sau một vài tuần và giảm nguy cơ quá liều. Nó được tiêm vào cơ thể một lần mỗi tháng và có sự tuân thủ tốt hơn so với công thức uống.